# ヴァナ・ディール
ヴァナ・ディール (Vana'diel) とは、スクウェア（現、スクウェア・エニックス）より発売された、インターネットを利用したMMORPG『ファイナルファンタジーXI』 (FFXI) に登場する架空の世界、国家、地域および町である。『FFXI』の概要については、同記事を参照のこと。

## 国と地域
ヴァナ・ディール (Vana'diel) には西にクォン大陸、東にミンダルシア大陸、そのさらに東にエラジア大陸がある。また、地名のみ判明しているものとして、北方の大陸ラゾア、西方の大陸ウルブカ、南方の大陸オルジリア、ウシャラド島、アドゥリン島などがある。異なる種族の人間が住んでおり、さまざまな国や地域がある。フィールドには森林や山、砂漠、海岸、洞窟などさまざまな地形があり、モンスターや獣人が徘徊している。

### クォン大陸とミンダルシア大陸（現代）
クォン大陸とミンダルシア大陸、およびその周辺には、全部で18の地域（リージョン）が存在している。
ロンフォール（クォン大陸西部）
サンドリア王国のある森林地帯。サンドリア王国の王都攻略のために派遣されたオーク帝国軍の先遣隊が駐留しているゲルスバ山（ゲルスバ野営陣、ゲルスバ砦、ユグホトの岩屋）や、サンドリア王国中興の祖である龍王ランペールの墓などが存在する。この龍王ランペールの墓の最深部には、黒龍ヴリトラが姿を現すことがある。また、ユグホトの岩屋を抜けた先にあるホルレーの岩峰には温泉が沸いている場所がある。
ザルクヘイム（クォン大陸中原）
港町セルビナを中心に、バルクルム砂丘、ラテーヌ高原、コンシュタット高地が広がるクォン大陸中原地域。コンシュタット高地の東部には、大規模な事故が起きたために閉山されたグスゲン鉱山があり、内部にはその事故で死んだ者達の亡霊が彷徨っている。また、ラテーヌ高原には、ところどころに深い谷間が出来ており、その谷底からオルデール鍾乳洞と呼ばれる鍾乳洞へ入ることができる。
グスタベルグ（クォン大陸南部）
岩山が連なり、荒野が広がっている土地で、バストゥーク共和国がある地域。グスタベルグ北部は崖によって東西が分断されている。崖の西側には、臥竜の滝と呼ばれる滝の見える橋があり、この橋を越えて行くことで、ザルクヘイムのコンシュタット高地へと抜けられる。なお、崖の東側からこの道へ行くためには、一度グスタベルグ南部を経由してくる必要がある。この崖の東側の北東部にある岩山には、地底都市ムバルポロスやパルブロ鉱山の入口がある。グスタベルグ西部にはダングルフの涸れ谷と呼ばれる谷があり、ここを抜けると臥竜の滝の滝つぼへ辿り着ける。
ノルバレン（クォン大陸東部）
かつてサンドリア王国ラヴォール村があった地域。この村は約10年前にオーク帝国軍に占領され、ダボイと名を変え、オーク帝国軍の本拠地となっている。サンドリア王国の先祖が眠るエルディーム古墳のあるバタリア丘陵や、ダボイのあるジャグナー森林がある。このジャグナー森林の奥にはファノエ運河と呼ばれる運河があり、パージと呼ばれる船が、ギルド桟橋 - サンドリア王国間を航行している。また、ジャグナー森林では「バリスタ」と呼ばれる対人戦 (PvP) が開催されることがある。
デルフラント（クォン大陸東部）
クォン大陸から大陸の東にあるバストア海に向かって突き出している半島地域。クゥダフ兵団の本拠地であるベドーと、その周辺に広がる湿地帯パシュハウ沼、ロランベリーを栽培している耕地帯ロランベリー耕地がある。なお、このロランベリー耕地の南西部にはクロウラーの巣と呼ばれる洞窟があり、洞窟を抜けてのみ辿りつけるロランベリー耕地の高台には時々怪鳥シムルグが姿を現すことがある。また、パシュハウ沼では「バリスタ」と呼ばれる対人戦 (PvP) が開催されることがある。
フォルガンディ（クォン大陸北部）
クォン大陸北方にある北壁と呼ばれるアシャク山脈のさらに北に位置するツンドラ地帯。ロンフォールからラングモント峠を抜けることでのみ辿り着ける。ボスディン氷河を中心にフェ・インやソ・ジヤなどの遺跡が点在（フェ・インはボスディン氷河の北東部に入口が1つあるだけだが、ソ・ジヤの入口はボスディン氷河に複数存在）する。フェ・イン、ソ・ジヤ共に古代人の都市であったといわれるが、その様式は大きく異なっている。
バルドニア（クォン大陸北部）
フォルガンディにあるボスディン氷河の奥地から行ける雪と氷に閉ざされた土地。水晶大戦最大の激戦地であったザルカバードと呼ばれる東西に長い谷、闇の王の居城であるズヴァール城（城内は外郭と内郭の2つのエリアに分かれている）、千人落としの崖と呼ばれる絶壁の存在するウルガラン山脈がある。なお、このウルガラン山脈にある熊爪嶽の近くに、世界龍ヨルムンガンドが姿を現すことがある。
ヴォルボー（クォン大陸南西部）
クォン大陸に属するが、水晶大戦期におきた謎の地殻変動により、クォン大陸の内陸部からは直接行くことが出来なくなってしまった（一応、バルクルム砂丘からグスタフの洞門を抜けてくれば辿り着けるが、洞門を抜けてすぐの所で崖になっており、その先へ進むことができない）半島地域。現在では、クゾッツ諸島のゼプウェル島から、クフタルの洞門と呼ばれる洞窟（トンネル）を抜けることで辿り着ける。岸壁と砂丘が大半を占めるテリガン岬や、アダマンタスやアスピドケロンなどの巨大な亀が出没する慟哭の谷がある。
ムバルポロス（クォン大陸南部）
獣人ゴブリン族の氏族であるモブリンたちの住まう地底都市で、旧市街と新市街の2つで構成されている。グスタベルグ北部に入口があり、グスゲン鉱山内に繋がる地下道が存在する。なお、都市の最深部には、巨大なクリスタルが発見された2716号採石場がある。
サルタバルタ（ミンダルシア大陸南部）
ウィンダス連邦のあるステップ地帯。獣人ヤグード族の都市ギデアスや、ホルトト遺跡がある。このホルトト遺跡の入口となっている魔法塔と呼ばれる建造物はサルタバルタに幾つかあり、その内の1つからウィンダスの地下に広がるトライマライ水路に繋がる魔封門へと行ける。なお、この魔封門を開くためには、白魔道士、黒魔道士、赤魔道士の3人が必要になる。
コルシュシュ（ミンダルシア大陸中央部から東部）
アトルガン皇国への船が出ている港町マウラのあるブブリム半島や、タロンギ大峡谷などがある乾燥地帯。なお、ブブリム半島北西部からタロンギ大峡谷北東部にかけて、シャクラミの地下迷宮と呼ばれる洞窟が広がっている。また、コルシュシュ南部にあるビビキー湾からは、マナクリッパーと呼ばれるプルゴノルゴ島行きの船や、ダルメルロック、マリヤカレヤリーフなどの名所を巡る遊覧船が出ている。
アラゴーニュ（ミンダルシア大陸北部から北西部）
約460年前に鉄血王ランフォルによって築かれた砦を元に再構築されたガルレージュ要塞があるソロムグ原野や、ヤグード教団の本拠地であるオズトロヤ城があるメリファト山地、パラダモの丘と呼ばれる丘があり、また、渾沌龍ティアマットの出没するアットワ地溝などがある乾燥地帯。なお、このアットワ地溝は、アラゴーニュ地方に属するエリアではあるが、コルシュシュ地方にあるシャクラミの地下迷宮を経由することでしか辿りつけない。また、メリファト山地では「バリスタ」と呼ばれる対人戦(PvP)が開催されることがある。
リ･テロア（ミンダルシア大陸北東部）
アラゴーニュにあるメリファト山地の北東に広がる針葉樹林帯。女神アルタナ信仰において聖地とされるジ・タや、古代の神殿跡であるロ・メーヴなどがある。ロ・メーヴの奥にある神々の間には、女神アルタナと男神プロマシアを模った像がある。なお、聖地ジ・タにあるボヤーダ樹という巨大な樹木の中から、龍のねぐらと呼ばれる場所へ至ることができ、ここには時々ファヴニルやニーズヘッグなどの巨大な竜が出没する。
クフィム（クフィム島）
ジュノ大公国の北東、シュ・メーヨ海に浮かぶ三日月の形をした島。ジュノ大公国の最下層から洞窟を抜けることで辿り着ける。島の中央には、デルクフの塔と呼ばれる全12階層（最上階の天輪の間と地下フロアを含めると全14階層）からなる巨大な古代の建造物がそびえる。また、このデルクフの塔の裏手にある洞窟から、魔獣ベヒーモスの出没する（広範囲に渡り隕石を降らせる強力な黒魔法「メテオ」を使うキングベヒーモスが出没する場合もある）ベヒーモスの縄張りと呼ばれる場所へ行ける。
クゾッツ（クゾッツ諸島）
アルテパ砂漠と呼ばれる広大な砂漠の広がるゼプウェル島を中心としたクォン大陸の南西にある諸島。ゼプウェル島へはバストゥーク共和国よりコロロカの洞門と呼ばれる洞窟（トンネル）を抜けてくることで辿り着ける。アルテパ砂漠には、獣人アンティカ族に滅ぼされたガルカの都跡（現在は、流砂洞と呼ばれている）や、オアシスに作られた町ラバオがある。なお、アルテパ砂漠には、ガルカの都跡以外にも古代ジラート人の遺跡も存在している。
低地エルシモ（エルシモ島西部）
ユタンガ大森林と呼ばれる熱帯雨林が広がるエルシモ島西部地域。ジュノ大公国から出ている飛空艇で辿り着けるミスラ族の村カザムの他に、海賊たちの住まうノーグのある海蛇の岩窟がある。なお、この海蛇の岩窟には、獣人サハギン族も住んでいる。ユタンガ大森林の北東には、イフリートの釜と呼ばれる火山帯があるが、低地エルシモ側から直接行くことはできない。
高地エルシモ（エルシモ島東部）
ヨアトル大森林と呼ばれる熱帯雨林が広がるエルシモ島東部地域。こちらの方が西部に比べて海抜が高いため、高地と呼ばれる。ヨアトル大森林には、獣人トンベリ族が住まう寺院遺跡であるウガレピ寺院と、その地下に広がる怨念洞、そして、ヨアトル大森林の北にあるイフリートの釜と呼ばれる火山地帯への入口がある。
タブナジア群島（タブナジア群島）
かつてはクォン大陸の一部であったが、水晶大戦中におきたある出来事により、大陸から切り離され、群島となった地域。水晶大戦時に滅ぼされたタブナジアの都を遠くに見ることができる丘があるルフェーゼ野、曜日によって構造の変化する礼拝堂、突如として空中に浮かび上がってしまったリヴェーヌ岬（現在では、リヴェーヌ岩塊群と呼ばれている）などがある。なお、このリヴェーヌ岩塊群には、他のエリアでは見かけることのできないヒポグリフ族のモンスターが生息している。
このタブナジア群島は、ストーリーによる進入制限エリアが最も多い地域でもあり、この地域にあるエリアは、プロマシアに関わるストーリーを進行させていかないと進入すらできない場所が多い。

#### アルタナ諸国（現代）
クォン大陸とミンダルシア大陸に存在する四国。ジュノ大公国を中心に、北西にサンドリア王国、南西にバストゥーク共和国、南東にウィンダス連邦が位置する。なお、この四国は「アルタナ四国協商」と呼ばれる協商を結んでおり、サンドリア、バストゥーク、ウィンダスには各国の領事館が、ジュノには各国の大使館がそれぞれ置かれている。
プレイヤーはサンドリア、バストゥーク、ウィンダスのうちどれか一国に籍を置く。これらの三国は特定のエリアごとにどれだけのモンスターを倒すことができるかを争う「コンクェスト」により勢力争いを行う。参加者はシグネットという戦績計算・プレイヤー支援システムを受けることができ、好成績をあげることで自国の陣地を多く獲得することができ、自国民に有利な展開となる。
サンドリア王国 (The Kingdom of San d'Oria)
エルヴァーン族を中心とする伝統国家で、政治形態は王制。
激しい内乱の末に建国された歴史を持つ。ドラギーユ家の当主が代々の国王を務め、現在の国王はデスティン・Ｒ・ドラギーユ。
国境線の守護、および遠征を主任務とする王立騎士団と、都市の防衛、および治安維持を主任務とする神殿騎士団の2つの軍事集団を擁する騎士王国で、20年前の水晶大戦（クリスタル戦争）ではアルタナ連合軍の中心的役割を果たし、現在でもほぼ一国でオーク帝国軍本隊の大陸侵攻を阻止しており、そのためか、他国の者に対し冷たい面が見られる。
世界最大の宗教勢力である女神アルタナ信仰の中心地でもあり教皇も顕著する。古い伝統としきたりを大事にし、信仰心が篤く清貧を心がけている。そのためか、産業の発展や思想が硬直している面も見られる。
王都サンドリアは、高い城壁に囲まれた城壁都市となっており、中心の凱旋門を抜けるとドラギーユ城やサンドリア大聖堂がそびえている。
バストゥーク共和国 (The Republic of Bastok)
ヒューム族・ガルカ族を中心とする歴史の浅い新興国家。迫害や貧富の差が激しく、ヒューム族とガルカ族との溝は深い。
政治形態は民主主義で大統領制（ただし、大統領に選ばれるのはヒューム族のみ）を敷いており、現在の大統領はリヒター・カルスト。
工業国家として、近年興隆している。新しい技術の開発に力を入れている。歴史的背景からサンドリア王国としばしば対立する。
3国の中で最も機械技術が発展しており、シリーズおなじみのシドが住んでいる国でもある。
首都バストゥークにある港付近を流れるダルハ川には、アルタナ諸国はもとより、アトルガン皇国にも存在していない“跳ね橋”が架かっており、飛空艇の出入港時に動作する光景を目にすることができる。
ウィンダス連邦 (The Federation of Windurst)
元々タルタル族が暮らしていたところに、ミスラ族が移り住んで共に暮らしている連邦国家。ただし政治はタルタル族が執り行っていて、ミスラは客分という待遇である。“星の神子”（本名は不明）と呼ばれる女性を中心に纏まっており、神子の神託と各分野の博士たちの合議で政務を執り行っている。
タルタル族の魔法力を使った農業、ミスラ族の狩猟・漁業が主な産業である。タルタル族は魔法を中心とした学術にも力を入れているので、この世界の学術の中心となっている。
首都（聖都、もしくは魔都と表されることが多い）ウィンダスは、20年前の水晶大戦の際に獣人血盟軍の攻撃を受けて荒廃した（アルタナ諸国の首都の中では最も被害が大きかった）が、現在では復興を遂げている。都の内部は「石の区」「森の区」「水の区」「港」の4つの地区に分かれており、その内の1つ「石の区」には星の大樹と呼ばれる大樹があり、その中に「天の塔」と呼ばれる“星の神子”の住まう神殿（塔）がある。
ジュノ大公国 (The Grand Duchy of Jeuno)
クォン大陸とミンダルシア大陸の間にあるジュノ海峡上に架けられている3つの橋の上に作られた都市国家。
都市内は中央にそびえる塔を中心とし、3つの橋ごとに、上層、中層、下層のエリアに分かれている。そして、中央の塔の最上層にはル・ルデの庭と呼ばれる空中庭園があり、大公カムラナートが住まうオーロラ宮殿も建てられている。なお、上層エリアには、「ブレンナー」と呼ばれる対人戦(PvP)が定期的に開催される「アブダルスの島」へ転送してくれるNPCがいる。
各種族が混在し、獣人として敵対しているゴブリンも店を構えている。商業都市として物資流通の中核となっている（各国間を高速で行き来可能な飛空艇の建造、および運行をジュノ大公国が抑えている）こと、また20年前の水晶大戦（クリスタル戦争）の際に先導を取ったことから、アルタナ諸国（アルタナ四国協商）の4ヶ国の中で中心的な国となっている。
また、このジュノ大公国には、古代遺跡や古代遺物の発掘や管理を行ったり、他のアルタナ諸国では手に負えないような特異な事象の調査や研究を行ったりする“アルマター機関”と呼ばれる研究機関が存在するが、調査結果や研究結果などが公表されることは皆無なため、その実態は謎に包まれている。
なお、この都市は、元々小さな漁村であったが、村長（高レベルのプレイヤーであれば、誰もが知っているであろう人物）が、ある兄弟を助けてから、大きく発展することとなり、今に至る。

#### 町・村（現代）
セルビナ (Selbina)
町の名前の由来は、クォン大陸地図作成のために立ち寄った冒険家、グィンハム･アイアンハートに天然の良港となる入り江の存在を教えた少女の名前から。
元々はバストゥーク共和国に所属していたが、20年前の水晶大戦期に中立を宣言し、自治都市となったクォン大陸中部のバルクルム砂丘にある港町。かつては船舶でのグスゲン鉱山からの鉱石の積み込み・運搬で栄えていたが、グスゲン鉱山の閉山及び飛空艇の発達と共に、漁業や牧畜へと力を入れるようになっている。
町の機能としては、いくつかの店舗と、織工、釣りギルドもある。
また、ミンダルシア大陸マウラ行きの船が出ている。
マウラ (Mhaura)
ウィンダス連邦に属する自治都市で、ミンダルシア大陸東部のブブリム半島にあるパムタム海峡に面した断崖をくり抜いて作られた港町。
元々はタルタル族の町であったが、前マウラ総督の政策により、今ではさまざまな種族や職業の者たちが集う町となっている。
また、当初はマウラ - セルビナ間を結ぶ汽船航路のみが就航していたが、エラジア大陸にあるアトルガン皇国よりやってきた傭兵キャラバンがマウラ - アルザビ間を結ぶ汽船航路就航を要求、当初は難色を示していた総督府であったが、傭兵キャラバンの強行的な手段と国内の傭兵志願者の声により、新しくエラジア大陸への汽船航路を就航する運びとなった。
町の機能としては、いくつかの店舗と、彫金、鍛冶ギルドもある。
また、クォン大陸セルビナ行き、およびエラジア大陸アルザビ行きの船が出ている。ただし、アルザビ行きの船に乗るためには渡航免状が必要となる。
ラバオ (Rabao)
かつてガルカ族の都があったクゾッツ島アルテパ砂漠にあるオアシスに出来た町。
町の機能としては簡単な設備が整っており、少しばかりの店舗とチョコボ屋、宅配サービスや競売所があり、ノマドモーグリがいる。
カザム (Kazham)
ミンダルシア大陸の南東に位置するエルシモ島の北西部にあるミスラ族の自治領。
町の機能としては簡単な設備が整っており、少しばかりの店舗と飛空艇の発着所、チョコボ屋、宅配サービスや競売所があり、ノマドモーグリがいる。
ノーグ (Norg)
ミンダルシア大陸の南東に位置するエルシモ島の南西部にある“海蛇の岩窟”と呼ばれている洞窟の中にひっそりとある町。東（ひんがし）の国（極東諸国）との関わりもあるらしく、忍者や侍の技を持つ者が多くいる。
水晶大戦（クリスタル戦争）前にはタブナジア侯国に仕えていた船乗り--ある意味ではタブナジア侯国公認の海賊--たちが、タブナジア侯国の滅亡後、ここに移ってきて暮らしている。そのため、首領ギルガメッシュの部屋にはタブナジア侯国の国旗が飾られている。
町の機能としては簡単な設備が整っており、少しばかりの店舗とチョコボ屋、宅配サービスや競売所があり、ノマドモーグリがいる。
タブナジア地下壕 (Tavnazian Safehold)
タブナジア侯国の壊滅からわずかに生き残った人々が避難場所の地下壕に作った街で、長期生活を可能とする最低限の機能を備えている。
タブナジア地下壕の最下層より、彼らが避難して来る際に使用したフォミュナ水道へと行くことができるが、このフォミュナ水道には当時のタブナジア大聖堂の枢機卿であったミルドリオンによって、強力な結界が施されており、人間、獣人、魔獣問わず、一定以上の能力を有する全てのものが能力制限をうけてしまう。
町の機能としては簡単な設備が整っており、少しばかりの店舗と宅配サービスや競売所があり、ノマドモーグリがいる。ただし、宅配サービスと競売所はプロマシアに関わるストーリーがある程度進行するまで利用することが出来ない。
母国タブナジア侯国は、20年前に勃発した水晶大戦（クリスタル戦争）の際に獣人血盟軍の大軍に攻められ滅亡。「ザフムルグの真珠」と呼ばれるほどの美しい景観と、海洋・他国からの貿易で非常に−−今のジュノ大公国以上に−−栄えていたという。
なお、タブナジア侯国のある場所は元々クォン大陸の一部であったが、水晶大戦（クリスタル戦争）の際に起きたある出来事−−サンドリアミッションにて語られる真実−−により、クォン大陸から切り離されてしまい、現在では群島という形になっている。

### クォン大陸とミンダルシア大陸(過去)
現代から20年前の水晶大戦期のクォン大陸とミンダルシア大陸。全部で8つの戦線（リージョン）が存在している。
冒険者（プレイヤー）は傭兵として、過去の三国（サンドリア、バストゥーク、ウィンダス）の一つに所属し、カンパニエと呼ばれる獣人血盟軍との勢力争いに参加することになる。現代のシグネットに代わりシギルという戦績計算・支援システムが存在し、後述するアトルガンでのサンクションも合わせ、それぞれが上書き関係にある（どれか一つに参加すると以前の効果が消える）。
大戦中であるため、街の機能は制限されている。現代のような食料品店や雑貨屋などはなく、NPCにより限られた種類の品物が取引されている。競売所のある場所は傭兵のための施設となっている。
ロンフォール戦線（サンドリア周辺）
サンドリア王都とロンフォール東部の戦域。
サンドリア王都には南サンドリア区にのみ立ち入ることができる。
現代とは異なり、西ロンフォール、ラテーヌ高原方面、および、ラングモント峠方面へは行く事が出来ない。ただし、現代には存在しない通路によりジャグナー森林方面への直通ルートが存在している。
ノルバレン戦線（ラヴォール村周辺）
ジュノ西部とジャグナー森林地域の戦域。
ジャグナー森林南部に位置するラヴォール村は、現代ではオーク帝国軍により破壊されてしまっているが、この当時はまだ家屋などが点在しており、村としての姿を留めている。ただし、現代での歴史とは異なり、既にオーク帝国軍により占拠されている。
なお、ジャグナー森林はオーク帝国軍により、各地にバリケードが築かれており、迷路のような状態になっている。
デルフラント戦線（ベドー周辺）
ジュノ南部とパシュハウ沼地域の戦域。
現代では立ち入ることの出来ないブンカール浦という地域が存在するが、こちらの戦域から進入することは出来ず、ノルバレン戦線のジャグナー森林方面からの進入が基本となる。
グスタベルグ戦線（バストゥーク周辺）
バストゥーク首都とグスタベルグ北部の戦域。
バストゥーク首都には商業区にのみ立ち入ることができる。
現代とは異なり、コンシュタット高地方面へは行くことが出来ない。その代わり、現代では入山することすら困難といわれているグロウベルグという山を越えることで、パシュハウ沼方面へ行くことが出来る。
また、北グスタベルグの中央の崖には、現代では失われてしまった道が存在しており、南グスタベルグを回ることなく、北グスタベルグの西部と東部を行き来出来る。
アラゴーニュ戦線（オズトロヤ城周辺）
ジュノ東部とメリファト山地地域の戦域。
この当時は、ガルレージュ要塞の床が崩落しておらず、現代では到達し辛い第2魔防門の先や、第3魔防門の先にも容易に行くことが可能。
サルタバルタ戦線（ウィンダス周辺）
ウィンダス聖都とサルタバルタ西部の戦域。
ウィンダス聖都には水の区にのみ立ち入ることができる。
現代とは異なり、タロンギ大峡谷方面へは行くことが出来ない。その代わり、現代では破壊されたまま打ち捨てられているカルゴナルゴ城砦を経由することで、メリファト山地方面へ行くことが出来る。
ボスディン戦線（ボスディン氷河）
闇の王の居城ズヴァール城のあるザルカバードへと至る唯一の道となる戦域。
現代とは異なり、ラングモント峠から来ることは出来ない（行くことも出来ない）
バタリア丘陵北西部に、現代では壊れてしまっており使えなくなってしまっている通路が存在しているため、そこを経由して行き来することになる。
現代には存在しないアンフィプテレと呼ばれる東洋の龍に巨大な翼が生えたような外見をした巨大な鳥（見た目は飛竜のようだが、竜族ではない）が飛びまわっている。
また、ボスディン氷河北部の階段状に連なっている崖には、現代では存在しない穴が崖上に幾つか空いており、それらの穴に飛び込むことで、崖下へと一気にショートカットすることが可能である（逆は不可能）。
ザルカバード戦線（ズヴァール城周辺）
闇の王の居城ズヴァール城とその周辺の戦域。
ズヴァール城周辺は、ボスディン氷河同様にアンフィプテレが空を飛びまわっている。
ズヴァール城内の構造は現代とあまり大きな差はない。

### エラジア大陸
2006年4月に発売された拡張ディスク「アトルガンの秘宝」により、新たな大陸（エラジア大陸）が追加された（ただし、追加されたのはエラジア大陸の西半分のみ）。これにより、当初の4国は「アルタナ諸国」と包括して呼ばれることが多くなる。また、エラジア大陸では、クォン大陸やミンダルシア大陸のことを「中の国」と呼ぶ。
西アトルガン（エラジア大陸西部）
アトルガン皇国の西の都アルザビがある地域。この地域に属するバフラウ段丘は、アルザビに隣接している場所の他に、マムークの南西にも広がっており、こちらは、蕃都マムークを抜ける事で辿り着ける南部（翡翠廟周辺）と、アルザダール海底遺跡群を抜けることで辿り着ける北部（タンジャナ島）とに分かれている。なお、アルザビに面している側のバフラウ段丘は、死者の軍団のアルザビ攻略軍の行軍ルートとなっており、皇都アルザビに向かって進軍してくる死者の軍団を見ることができる場合もある。
この西アトルガンと対になるはずの東アトルガンは、現時点では行くことができず、その大半が謎に包まれている。
マムージャ蕃国（エラジア大陸西部）
皇都アルザビの南西に位置する蛮族マムージャの支配地域。蕃都マムークを中心に、ワジャーム樹林、エジワ蘿洞、翡翠廟、マムージャ兵訓練所がある。なお、ワジャーム樹林は、マムージャ蕃国軍、トロール傭兵団双方のアルザビ攻略軍の行軍ルートとなっており、皇都アルザビに向かって進軍してくる各軍団を見ることができる場合もある。また、エジワ蘿洞、およびワジャーム樹林には古代オルドゥーム文明の遺跡が存在し、当時の遺物を発掘することもできる。
なお、エジワ蘿洞を抜けることでのみ辿り着けるワジャーム樹林の一角には、多頭竜ハイドラが時々出没する。
トロール傭兵団領（エラジア大陸西部）
皇都アルザビの北西に位置する蛮族トロールの支配地域。ゼオルム火山と呼ばれる巨大な火山島を中心に、軍都ハルブーン、ナバゴ処刑場、レベロス風穴がある。属するエリアの大半がゼオルム火山内部に存在するためか、ゼオルム火山を除く全てのエリアにおいて灼熱の溶岩が流れている場所がある。
なお、ゼオルム火山の中央部にはトロールが建造したと思われる門があり、その門の中にある砦のような建造物の一角に、冥府の番犬ケルベロスが姿を見せる時がある。
アラパゴ諸島（エラジア大陸西部）
エラジア大陸西部の北方に浮かぶ諸島で、死者の軍団を率いるラミアたちの本拠地となっているアラパゴ暗礁域を始め、ナシュモ、ハザルム試験場、タラッカ入り江、ルジャワン霊窟、イルルシ環礁、ペリキア、カダーバの浮沼（カダーバの浮沼もまたバフラウ段丘同様に複数存在する）などがある。
アトルガン皇国に抵抗する海賊集団コルセアも、このアラパゴ諸島にアジトを持つ。
なお、このアラパゴ諸島を形成する島の1つで、ヘディバ島と呼ばれている島には、キマイラと呼ばれる合成獣が出没する時がある。
アルザダール文明遺跡群（エラジア大陸西部）
エラジア大陸西部の海に広がる古代の遺跡群。アルザダール海底遺跡群と呼ばれる海底遺跡を中心とし、バフラウ遺構、ゼオルム遺構、アラパゴ遺構、銀海遺構とそれぞれ呼ばれている4つの塔状の遺構と、100階層に及ぶ複雑な内部構造を持つ遺跡があるナイズル島が存在する。なお、アルザダール海底遺跡群へ進入するためには、遺跡の入口に立つ不滅隊（アトルガン皇国に所属する特殊部隊の1つ）の隊員に、拝観料を支払う必要がある。
ただし、この拝観料は、アトルガン白門にある六門院から移送の幻灯を使用しナイズル島監視哨へワープするか、特定のアイテムを所持しているか、傭兵階級が大尉であるかのいずれかであれば、支払う必要はない。

#### 国家と町
エラジア大陸にある主な国家は「アトルガン皇国」といい、それ以外に3つの獣人支配の国や領がある。また、アトルガン皇国の北方には、アトルガン皇国に反抗する諸侯たちの領土が、アトルガン皇国の東方には、アトルガン皇国と交戦状態にある覇府を中心とした小国家群「極東諸国」が、それぞれある模様。
アトルガン皇国 (The Empire of Aht Urhgan)
“聖皇”（現在の聖皇はナシュメラ2世）と呼ばれる絶対君主が治める国家で、エラジア大陸の広範囲をその版図とする。本国以外にゾワやツァヤなどの従属国を数多く有している（従属国には、さまざまな理由により自治権が認められている所と認められていない所がある）
双頭の蛇王ザッハークを国旗としている。
なお、このアトルガン皇国においては、ヴァナ･ディールはウルグームと呼ばれている。
水晶大戦（クリスタル戦争）際には、アルタナ諸国、特に最大の交易相手国であったタブナジア侯国に参戦を要請されていたが孤立主義を取り続けて結局は派兵をしなかったという過去がある。そのため、アルタナ諸国とは疎遠である。その一方で、極東のある国とは交戦状態にあり、また周辺の勢力からも頻繁に侵略されており戦渦が絶えない。
サンクションと呼ばれる独自の戦績計算・支援システムが存在し、冒険者（プレイヤー）は、傭兵としてこの国の軍事に参加することになる。
アトルガン皇国の皇都アルザビは蛮族軍が侵攻してくることがあり、その際には、アルザビ人民街区において、ビシージとよばれる市街戦（防衛戦）が発生する。
また、この皇都アルザビ（人民街区、および辺民街区）には全てのギルドが存在している。
アルザビ辺民街区、通称「アトルガン白門」には「パンクラティオン」と呼ばれるプレイヤーの育てたモンスター同士を戦わせる闘獣試合が行われているコロセウムがある他、街の南北にそれぞれ1つずつ港があり、南のアルザビ港からはミンダルシア大陸マウラ行きの船が、北のイフラマド港からはアラパゴ諸島ナシュモ行きの船が出ている。
ナシュモ (Nashmau)
エラジア大陸の北にあるアラパゴ諸島を形成する島の1つ、アズーフ島にある港町。かつては人が住んでいたが、疫病が発生し街ごと破棄された過去を持つ。
現在は、人間と友好的な獣人キキルン族が多く住んでおり、いくつかの露店やアトルガン貨幣の換金所、競売などがあり、ノマドモーグリが居る。
町の港からは、アトルガン白門（アルザビ）行きの船が出ている。

### アドゥリン諸島とウルブカ大陸
2013年に発売された拡張ディスク「アドゥリンの魔境」により、アドゥリン諸島、およびウルブカ大陸が追加された。ただし、ウルブカ大陸は非常に広大な上、未開の地という事もあり、足を踏み入れられるのはその一部のみとなっている。なお、このウルブカ大陸と北のラゾア大陸は、世界樹ユグドラシルによる繋がりがある。
アドゥリン諸島（アドゥリン諸島）
神聖アドゥリン都市同盟の都市があるアドゥリン島を中心とした諸島。
なお、アドゥリン島以外の小さな島々は、開拓者登録をした冒険者のためのプライベートスペースとして使用されている。
東ウルブカ地方（ウルブカ大陸東部）
未開の地と呼ばれ、開拓真っ最中の大陸であるウルブカ大陸の東部地域。
ヤッセの狩り場、ケイザック古戦場、エヌティエル水林、モリマー台地、マリアミ渓谷、ヨルシア森林、カミール山麓などがある他、シィの門、モーの門、ドーの門、ウォーの門、シルダス洞窟と呼ばれる、各地を繋ぐ地下洞窟が広がる。
カミール山麓の奥には、リファーリアと呼ばれる幻の森も存在している。
ラ・カザナル（ウルブカ大陸東部）
カミール山麓の奥地に存在する古代遺跡。
未知の壁材や魔力を帯びた扉など、他の大陸とは様式の異なった広大な遺跡で、建てられた目的、経緯などは一切不明である。

#### 国家と町
ウルブカ大陸に国家は存在せず、アドゥリン諸島にある唯一の国である「神聖アドゥリン都市同盟」がウルブカ大陸の開拓も行っている。
神聖アドゥリン都市同盟(The Sacred City of Adoulin)
アドゥリン島を中心とした都市国家だが、元々は王国であった。
200年前に王制から、旧王家を含む十二家の当主による寡頭制へと移行した。

### その他の場所
クォン、ミンダルシア、エラジアの各大陸、およびその周辺地域のどこにも属さない、もしくは存在する位置が不明な場所。コンクェスト、ビシージなどのリージョンマップ（ワールドマップ）には、表記されていないことが多い。
トゥー・リア (Tu'Lia)
クフィム島の遥か上空に浮かぶ古代ジラート人によって作られた浮遊島。ル･アビタウ神殿を中心に5つの大きな浮遊島と、10の小さな浮遊島とで構成されたル・オンの庭と呼ばれる空中庭園があり、5つの大きな浮遊島はル･アビタウ神殿と、神殿の外周部に沿って作られているヴェ・ルガノン宮殿によって連結されている。なお、10の小さな浮遊島へは特定のワープ魔法陣を使うことで移動でき、この内の5つの島はラ・ロフの劇場へと連結している。
なお、ル・オンの庭を徘徊するドール（ロボットのようなモンスター）は、至近距離で魔法を詠唱したりしない限りは、基本的に襲い掛かってくることはない（厳密には魔法のみ感知するアクティブモンスターだが、プレイヤーの間ではノンアクティブと呼ばれている）が、ル･オンの庭にある壁に格納されているドールは、接近するだけで襲い掛かってくる（アクティブと呼ばれる）という特殊な挙動を持つ。また、神殿や宮殿内部を徘徊するスフィアロイド（球状の機械）は、こちらのレベルに関わらず襲い掛かってくる（普通のモンスターは、こちらのレベルがモンスターのレベルを大きく上回る場合、アクティブであっても襲ってくることはない）
聖地ジ・タの奥地、ロ・メーヴと呼ばれる古代の神殿跡にある神々の間、およびホラの岩、デムの岩、メアの岩（正式名称はアーク）と呼ばれる巨大建造物内にある転送の間より、ワープ装置を用いることで辿り着けるが、神々の間からのルートはジラートに関わるストーリーを終盤まで進める必要があり、転送の間からのルートはジラート、およびプロマシアに関わるストーリーの双方を終盤まで進め、なおかつ壊れた転送装置を修復する必要がある。
プロミヴォン (Promivion)
ある時、ヴァナ･ディールに突如として姿を現した“虚ろなる闇”を内包する謎の領域。漆黒の闇の中に壊れかけた大地（大地と呼ぶにはあまりにも簡素かつ奇怪な地面）が幾つか浮かんでおり、それらの大地に囲まれるような感じで、塔のような建造物が中央部にそびえ建っている。
なお、各大地には各プロミヴォンの入口近辺の地形や建造物を中途半端に模したかの様な光景が広がっている。
当然ながら、漆黒の闇に覆われているため、昼夜の概念は存在しない。
エンプティと呼ばれる奇妙な姿をしたモンスターが徘徊しており、これらのモンスターは他のモンスター種とは異なり、種族ごとに固定された属性を持たず、固体ごとに異なる属性を持っているという特徴がある。
ホラの岩、デムの岩、メアの岩（正式名称はアーク）と呼ばれる巨大建造物内にある転送の間、およびボスディン氷河にあるソ・ジヤより行くことができる。
ルモリア (Lumoria)
ヴァナ･ディールとは異なる次元に存在している昼夜の概念が存在せず、何時訪れても昼間である世界。
かつて存在したと云われる古代人の都市である神都アル・タユを中心に、フ・ゾイの王宮、ル・メトの園、天象の鎖、ウ・パトの交霊塔（現在はテメナスと呼ばれている）、プロミヴォンの奈落（現在はアポリオンと呼ばれている）によって構成されており、ル・メトの園の最深部にはプロマシアに関わる重大な真実が封印されている。
また、天象の鎖では、遙か高空（宇宙）から見たクフィム島の姿を確認することが出来る。
ルミニアンやルミニオンと呼ばれるイカやクラゲなど海の生物に似たモンスターや、蜘蛛や鳥、人型に変形するミラーボールのようなモンスターなどが徘徊する。なお、姿は見えてもターゲットすることができないモンスターもおり、該当するモンスターの感知範囲に入ることで襲われ、ターゲットできるようになる。
タブナジア地下壕にある海獅子の巣窟、およびホラの岩、デムの岩、メアの岩（正式名称はアーク）から、特定の手段を用いることで辿り着けるが、プロマシアに関わるストーリーを終盤まで進めないと進入できない。
デュナミス (Dynamis)
霊獣ディアボロスによって生み出された夢の世界が、ある事象、および原因によって変質してしまった世界で、現在では魂の牢獄とも呼ばれる。昼夜の概念自体は存在するようだが、常に暗闇に閉ざされているため、ないに等しい。
入口はヴァナ･ディールの各地、およびアルタナ諸国の都市に全部で10か所存在し、それぞれが異なるデュナミスへと繋がっている。なお、デュナミスへ進入するためには、特定のアイテムとLV65以上のジョブが必要となる。
ヴァルハラ (Valhalla)
ストーリー中のイベントシーンでのみ語られ、プレイヤーが直接足を踏み入れることはできない世界（ただし、その入口である冥門ヴァルグリンドまでは行ける）
かつて、アトルガン皇国によって滅ぼされたイフラマド王国が、王国の守護神としていたオーディンの支配する世界（冥界）で、その大半が謎に包まれている。
なお、デュナミスにおいて入手することができる武器（正確にはそれを強化した物）を、交換することで得られる（一般的には、これも一連の武器強化の一部だとして扱われることが多い）武器の中に、同じ名前を持つ物が存在するが、それとの関連性は全くない。
パンデモニウム(Pandemonium)
イベント会話やアイテム説明文でのみ存在が語られ、プレイヤーが直接足を踏み入れることはできない魔物のみが行くことが出来ると云われる場所。万魔殿とも呼ばれる。
万魔殿のカギを使うことで、このパンデモニウムの門を護る番人と戦うことは出来るが、倒してもパンデモニウムへ進入することは出来ない。
スレッショルド (Threshold)
禁断の口の中に広がる異空間ウォークオブエコーズのある領域。
入口は過去世界のザルカバード、グロウベルグ、パシュハウ沼にあるが、グロウベルグの入口は、過去世界と黒い未来に関わるストーリーを、パシュハウ沼の入口は、ヴォイドウォッチのストーリーを、それぞれ終盤まで進めていないと進入できない。
アビセア (Abyssea)
アビセアンと呼ばれる謎の生命体に侵略され、またそれと同時に格子状に壊れた地形が広がり始め、滅びつつある世界。
昼夜の概念がほぼ存在せず、昼でも夜でも常に月が出ていたり、夜の時間帯になると異常なほど、月が大きく見えたりする。
ヴァナ・ディールと隣り合わせに存在するが決して交わる事のない並行世界であり、プレイヤーキャラクターに、かつて起こりえた（あるいはこれから起こりえる）可能性があるifの世界。
地形はヴァナ・ディールと酷似している（完全に同じわけではなく、部分的に異なっている所がある）が、生態系は大きく異なっている。
また、アビセアの月には、古代人の都市である神都アル・タユが存在している（ヴァナ・ディールでは別次元であるルモリアに存在する）
入口はヴァナ･ディールの各地に全部で10か所存在し、それぞれが異なるアビセアへと繋がっている（ただし、10か所の中で1か所だけは、アビセアに関わるストーリーをかなり終盤まで進めていないと進入出来ない）
真界 (Provenance)
位相の境界を越えた先にあり、灰色の虚空に、岩塊や巨大クリスタルが浮いているだけの静寂の世界。
原初のシードクリスタルが存在したとされる「始まりの場所」でもある。
ヴォイドウォッチのストーリーを終盤まで進行することで、ウォークオブエコーズより辿り着くことが出来る。
ガ・ナボ大王国(Gha Naboh Matriarchate)
ミンダルシア大陸の南、オルジリア大陸とその周辺の島々を領土とする国で、首都は大都ヨー。
ストーリー中のイベントシーンでのみ語られ、プレイヤーが直接足を踏み入れることはできない。
黒い未来
水晶大戦において、アルタナ連合軍が獣人血盟軍に敗北したもう一つのヴァナ・ディール。
ストーリー中のイベントシーンでのみ語られ、プレイヤーが直接足を踏み入れることはできない世界。
ラーネフェルト村
グロウベルグ近郊にあると思われる村。
ストーリー中のイベントシーンでのみ語られ、プレイヤーが直接足を踏み入れることはできない。
オーク帝国
クォン大陸の北、ラゾア大陸の大半を支配下におき、少数部族に対し圧政を敷いている「絶対皇帝」が統治する軍事国家。
かつてラゾア大陸にあった魔法国家を滅ぼした他、世界樹ユグドラシルを燃やし、ラゾアの地を緑豊かな大地から極寒の大地へと変えている。
ストーリー中のイベントシーンでのみ語られ、プレイヤーが直接足を踏み入れることはできない。
東（ひんがし）の国(極東諸国)
エラジア大陸極東、およびその周辺の島々に点在する「覇府」を中心とした封建制の小国家群。
侍や忍者を始め、この地から中の国（クォン大陸やミンダルシア大陸）へと伝わったものは数多く存在する。
ストーリー中のイベントシーンでのみ語られ、プレイヤーが直接足を踏み入れることはできない。
カミール山(Mount Kamihr)
ウルブカ大陸のカミール山麓にある、光の龍ハーサーカの護る霊峰。
初代王オーグストによって、北のラゾア大陸から枝分けされた世界樹ユグドラシルが植えられた場所だとも言われる。
プレイヤーは、ストーリー中のイベントシーンでのみ訪れる事ができる（特定のイベントシーン以外では訪れる事ができない）
モルディオン監獄(Mordion Gaol)
規約違反者に対してゲームマスターが注意や警告等を行う、所謂「説教部屋」。FF14でも名称が踏襲されている。

## 種族

### 人間
ヴァナ・ディールで「人間」と称される種族は下記の5つに分類される。
ヒューム (Hume)
もっとも現実の人間に近い。近代的国家バストゥーク共和国の主要構成種族。ネーミングは英語、ドイツ語、アラビア語、日本語系。
平均的な能力しかもたないが、ガルカの労働力をもって鉱山を開発、その高い技術力と繁栄力をもって、5つの種族の中でもっとも人口が多い。
ガルカという種族に対する理解の浅さから、表面上は同盟関係にあるものの対立は根深いものとなっている。
種族の背負う業は「無知」。
エルヴァーン (Elvaan)
痩身長躯、尖った長い耳が特徴の種族。中世ヨーロッパ的国家サンドリア王国の主要構成種族。ネーミングはフランス語、アラビア語系。
信心深く誇り高い。勇猛で格式を重んじる。その反面頑固で排他的である。
種族の背負う業は「驕慢」。
タルタル (Tarutaru)
耳が尖り、黒い鼻の幼児のような姿のまま成人し、年齢を重ねても変わらない容姿を持つ。
アジア的国家ウィンダス連邦の主要構成種族。ネーミングは男性はハイフンでつなぐ前半と後半の末尾が韻を踏む形式で、女性は名前の末尾を繰り返す形式。
種族の背負う業は「怯懦」。
ミスラ (Mithra)
俊敏で器用さに長け、やや小柄で猫のような耳と鼻と尾をもつ。全身に薄い体毛があり、顔にペインティング(または体毛の柄)がある。
発祥は南方であるが、タルタル族と共にウィンダス連邦を構成する民族。ネーミングは短い名に姓をひと続きにした独自言語。
首長をトップに据え、部族単位で集落を形成する。男性は数が少ないため故郷の国でひっそりと暮らし、表社会に出ているのはすべて女性である。
種族の背負う業は「嫉妬」。
ガルカ (Galka)
強靭で大きな白い体に太い尾と顎鬚を持つ。かつては砂漠に国を持っていたがアンティカ族により滅亡し、ヒュームと共にバストゥーク共和国を建国する。ネーミングはヒュームに与えられた(主に)形容詞＋名詞の英語名とガルカの独自言語の二つを持つ。
非常に長命で、ヒューム族の2倍近く生き、転生により生まれ変わるため性別をもたない。
「語り部」と呼ばれる種族の記憶を受け継いで生まれてくる者を長とする。
種族の背負う業は「憎悪」。

### 獣人
人間の敵対勢力のひとつに「獣人」と呼ばれる種族が存在する。これら獣人は一部を除いて各自に拠点をもち、独自の文化を形成している。
オーク (Orc)
豚のように見えなくもない容姿と臭いのせいか、サンドリア王国の騎士たちからは、豚と呼ばれることが多い。
獣人血盟軍の主力でサンドリア王国の近隣にゲルスバ野営陣を構え、敵対している。
獣人では最大勢力であり、クォン大陸の北にあるラゾア大陸に強大な帝国「オーク帝国」を築いている。
現在は、本国から派遣されたバックゴデック大将を総大将とする一軍が、約10年前に占拠した（住人を皆殺しにした）サンドリア領ラヴォール村をダボイと改名し、そこをクォン大陸における本拠地として活動している。
老若男女問わず一族全てが戦士として扱われる。力こそすべてであり、オーク族の中では肉体を用いた戦闘を得意とする固体ほど地位が高く、地位の低い魔道士は素顔を晒すことを禁じられている。
20年前の水晶大戦（クリスタル戦争）時には、黒太子（オーク帝国の皇太子の1人）ゲラドホッド率いる軍団がクォン大陸へ、白皇子（名称不明）率いる軍団がミンダルシア大陸へ、それぞれ侵攻してきており、その際にはゴブリン製の赤茶けた鋳造甲冑を着用したオークや近衛兵クラスのオークも目撃されていたという。
クゥダフ (Quadav)
亀のような姿をしているため、バストゥーク共和国の人間たちからは、亀と呼ばれることもある。
バストゥークの北にあるパルブロ鉱山を産卵所としていたが、バストゥーク共和国(ヒューム)に鉱山資源採取を理由に侵略、虐殺を受け、敵対している。
クォン大陸のパシュハウ沼の奥にある湿地帯ベドーに本拠を構える。
亀の甲羅に見えるものは装備品（防具）であり、長く生きる者ほど重厚な背甲を背負い地位が高い。地位にしたがって貴金属や宝石の称号を冠する。
20年前の水晶大戦（クリスタル戦争）時には、バストゥーク軍の持つ強力な銃火器に対抗すべく、分厚い超鋼甲冑を着用したクゥダフも目撃されていたという。
なお、クゥダフたちのリーダーは、一番長生きしている者に受け継がれていき、その者は金剛王ザ・ダと呼ばれる。
ヤグード (Yagudo)
鳥のような姿をもつ。ウィンダス連邦と同盟を結んではいるが、実際には敵対に近い状態である。ミンダルシア大陸のメリファト山地東部にあるオズトロヤ城を本拠とし、ヅェー・シシュと呼ばれる現人神(生き神)を崇めるヤグード教団を形成、その教義に則り行動する。
ただし、東（ひんがし）の国（極東諸国）に住むヤグードに関しては教団に属しているというわけではない。
空を飛ぶことが出来るようだが、人前で飛ぶことは無礼に値すると考えられており、飛ぶ姿を見せることはない。非常に知能が高く、狡猾。役職名を冠する。
20年前の水晶大戦（クリスタル戦争）時には、現人神の特赦に応じ、遥か東方の地から水晶大戦（クリスタル戦争）に参戦しに来たヤグードもいたという。
295年前に東（ひんがし）の国（極東諸国）から来た使節団（元々は、ウィンダス連邦への使節団だったのだが、ウィンダス連邦からは門前払いにされてしまったため、使節団は行き先をヤグード教団へと変えた）を厚遇し、東（ひんがし）の国との国交を樹立した。そのため刀や忍術など、東方伝来の武器や術を扱うヤグードも数多く存在する。
ウィンダス連邦とは幾度となく戦役を繰り返しているが、東の国との国交を樹立した後は、東の国の術技を用いることでヤグード側が優勢となっている。
ゴブリン（モブリン） (Goblin (Moblin) )
FFシリーズではおなじみの存在。
世界各地に登場する。他の獣人と異なり、群れで活動することは少ない。
一部には人に危害を与えず、ジュノ大公国などで商売を営む者も存在する。その他、傭兵やガイド役として人間と共に行動する者もいるという。
ゴブリンの本拠地は不明。というより、本拠地を持っていないとされている。
地上を厭う者はモブリンとして群れでの生活を好み、独特の言語を持ち、好戦的である。このモブリンは、地底都市ムバルポロスを本拠地としている。
バグベア (Bugbear)
人体改造を施された奴隷のモブリン。
ゴブリン（モブリン）と比べて大型で強靭な肉体をもつ。
アンティカ (Antica)
蟻のような姿をもつ。
個の概念、人格はなく、軍事国家として一つの意志の下で統率された生活を送る。
かつてクゾッツ地方のアルテパ砂漠にあったガルカ族の国を滅ぼし、現在では流砂洞と呼ばれている、その国の廃墟を本拠地としている。生まれた時から軍人としての役職がきまっており、それがそのまま名前となる（ちなみにアンティカ族は他の獣人とは違い、ラテン語で役職や階級が表されている）
なお、クゾッツ島以外にも南のオルジリア大陸中央部にも住んでいると言われている。
サハギン (Sahagin)
魚人の姿をもつ。
排他的で他種族と関わりを持つことを厭い、20年前の水晶大戦（クリスタル戦争）における闇の王の参戦要望も一度は無視。
だが、バストゥーク共和国の起こす環境汚染などを吹き込まれ、自国を守るために参戦、バストゥーク海軍に大打撃を与えた。
ノーグ周辺の海蛇の岩窟内に生息。最近ではマムージャが住まうマムークに亜種が確認されている。
獣人の中では珍しい女神信仰者のいる種族でもある（といっても、精霊信仰者が多数であり、女神信仰者は少数だが）
トンベリ (Tonberry)
カンテラと包丁を持つFFシリーズではおなじみの存在で、倒された仲間の数に応じて攻撃力を増す「みんなのうらみ」を持つ。
エルシモ島ヨアトル大森林の奥にあるウガレピ寺院周辺に生息し、暗殺を得意とするため、20年前の水晶大戦（クリスタル戦争）の際には、アルタナ連合軍の要人暗殺などの隠密作戦を主として行っていた。
正体は霊獣ディアボロスによって虚ろなる闇を取り除かれたクリュー人。
ギガース (Gigas)
巨人族。
力任せな攻撃を得意とし、クフィム島、タブナジア群島などに生息する。本拠地はオーク帝国よりも更に北に広がる凍土にあるといわれている。
なお、闇の王の居城であるズヴァール城を建設した（正確には、元々ザルカバードに存在していた古代の遺跡をベースに改修、および追加建造した）のも彼らである。
基本的に緑色の皮膚をしているが、クフィム島にあるデルクフの塔の上層フロアでは、青色の皮膚をしている者も見かけることができる。
20年前の水晶大戦（クリスタル戦争）にて獣人血盟軍側の傭兵として参戦した以外にも、人間同士の戦争にも傭兵として参戦した過去を持つ。
デーモン (Demon)
クォン大陸北方のバルドニア地方に出没する硬質でありながら柔軟な殻で全身を覆っている有翼の獣人。
また、筋肉で体が膨れあがっているかの様な殻を持つ、がっちりとした体格のガルーと呼ばれる上位のデーモン種（グレーターデーモン）も存在する。
その姿が地獄にいると云われるデーモンに似ていることから、そう呼ばれているが、彼ら自身は「闇の血族」を称するのみで、その正体や出自については不明な点が多い。
人間、獣人双方の見解として、闇の王が地獄に落ちた際に彼の地で契約を結んで連れてきたのではないか、というものがある。この見解は、冥界ヴァルハラの支配者であるオーディンもまたデーモン族を従えていることから、闇の王が落ちた地獄というのが冥界ヴァルハラであるとするのならば、あながち間違いではないとも言える。
なお、指揮官クラスのデーモンには爵位（Baronet、Marquis、Grand Dukeなど）が冠されていることから、彼らには爵位制度があるものと思われる。
20年前の水晶大戦（クリスタル戦争）の際には、各地の獣人血盟軍を督戦し、作戦を円滑に遂行する役割を担った。
キキルン (Qiqirn)
ねずみのような姿をもつ。
エラジア大陸に生息し、一般的に性質は温厚で快活。人間に雇われているものもいる。
盗掘団や、アトルガン皇国と敵対するゲリラ組織に所属するなどアンダーグラウンド方面で活躍する者もいる。
マムージャ (Mamool Ja)
トカゲのような姿をしており、リザードマンに近い。
アトルガン皇国の南西、ワジャーム樹林の奥地にマムージャ蕃国を築き、蕃都マムークを本拠とする。
マムージャ族は、全て戦士、騎士、賢士、水士のいずれかに属しており、茶色の皮膚を持つマムージャは主に戦士か騎士（鎧竜ウィヴルを駆るものたちが騎士）で、青色の皮膚を持つマムージャは主に賢士である。なお、水士はマムージャ蕃国と同盟状態にあるサハギン族のことを指す。
最近は、多頭竜ハイドラを飼いならしており、アルザビ攻略戦にて持ち出してくることがある。
賢哲王モラージャ、騎龍王ガヒージャなどの四天王と呼ばれる幹部と、僭主と呼ばれる独裁者グルージャジャが存在する。
ラミア (Lamiae)
上半身はコブラのような頭部の女性、下半身は蛇の身体をもつ。
エラジア大陸西部北方のアラパゴ諸島に生息し、死者の軍団を率いる。アラパゴ暗礁域を本拠とする。
アトルガン皇国の錬金術の秘密施設で生み出され、脱走あるいは廃棄された実験動物。彼女らも錬金術を得意とし、死体を使った人体実験を行い下僕を増やす。
また、彼女らに心酔もしくは好意を示し、自らを不死者化し下僕となったクトゥルブと呼ばれる者達も存在する。
この他に、アクロリスと呼ばれる戦闘用の機械人形を有していることも確認されている。
同じ施設で生み出された下半身が魚のメローという亜種も存在する。彼女らは一部を除いて独自の名前を持たず、実験体番号で呼称される。
アトルガン皇国軍内には、これらラミアやメローを擁する極秘の特殊部隊が存在する。
トロール (Troll)
大柄な肉体をもつ（巨人族と比べると小柄だが、人間族と比べると圧倒的に大柄である）
本来はエラジア大陸中央部に生息するが、かつてトロール傭兵団としてアトルガン皇国につかえていた勢力が、のちにモブリンに雇われ現在に至るとされており、モブリン譲りの高い技術力を持つ。
最近は、冥府の番犬ケルベロスを飼いならしており、アルザビ攻略戦にて持ち出してくることがある。
銃器を扱う唯一の獣人。ゼオルム火山にある地下都市・軍都ハルブーンに生息し本拠とする。一部のクエストでは外見とは裏腹に温厚な一面を見ることが出来る。独自の言語（法則があるので、プレイヤー側もある程度は翻訳可能）を持ち、雇い主（スポンサー）であり実質的な支配者でもあるモブリンのメゴマックが通訳する。
インプ (Imp)
20年前の水晶大戦（クリスタル戦争）において、獣人軍の伝令役として活躍した小型のデーモン。非力だが魔法や角笛による音波攻撃を得意とし、知覚遮断魔法を見破ってくる。現在はアラパゴ暗礁域を中心に生息している。
ポロッゴ (Poroggo)
とんがり帽子をかぶったアマガエルの姿を持つ。現代より数百年前、ウィンダスの「反戦の聖者」サマリリが、踏みつぶされたトード（カエル）たちを哀れんで禁呪により作り出したとされる。
その経緯からか過去リージョンにおいては、カンパニエのゲストキャラクターとしてアルタナ連合軍に参加することがある（プレイヤーによるスカウトが可能）。
現在はマムージャ蕃国の蕃都マムークに住み着いており、ビシージにも敵キャラクターとしてあらわれることがある。かわいらしい外見とは裏腹に、知覚遮断魔法を見破り、「デス」（対象を即死させる黒魔法）などの強力な魔法を駆使する。
また、プレイヤーキャラクターをカエル（トード）に変えてしまう「カエルの歌」などの技を使う。
ドゥエルグ (Dvergr)
その存在の大半が謎に包まれた種族。
当初はハザルム試験場の奥で数体見かけられただけであったが、「王」と呼ばれる者がいることから、エラジア大陸のどこかに拠点を持つ獣人の一族であると推測される。
魔法の武器や盾を作ることに長けており、王であるゴルデマール自ら、アトルガン皇国と敵対する蛮族に接触し、それら魔法の武器や盾の取引を持ちかけているようである。
また、万魔殿パンデモニウムの門番を勤める者もいる。

### その他の知性を持つ生命体
クトゥルブ (Qutrub)
腐敗を抑えるため、全身を防腐帯で覆った食屍鬼（不死者）
ラミアの魅力に屈し、ラミアに奉仕せんがため、生きながら特殊な修練によって不死化を目ろんだ者たちの末路。
自ら捨てた生命を宿らせた霊剣を腰に携えており、その霊剣を用いて不死と引き換えに必殺の一撃を放つことができると云われている。
HPが異常なまでに高いが、あらゆる攻撃で通常の2倍のダメージを与えられるという特徴がある。
ヴァンピール (Vampyr)
神代より数千年の時を生き続けていると伝えられる不死者の貴種たる吸血鬼で、非常に数が少なく、20年前のズヴァール城や現代のボストーニュ監獄などでわずかに見かけることが出来る程度である。
アトルガン北方の領主の1人、ドラクラ伯爵は、自身を不死者化してヴァンピールになったという。
なお、不死者化したヴァンピールではない純血種のヴァンピールは、ヤールと呼ばれている。
プレイヤーキャラクターをコウモリに変えてしまう「ノクトサービチュード」を始め、危険な技を数多く有する。
20年前の水晶大戦（クリスタル戦争）の際には、闇の王の居城であるズヴァール城の防衛隊長を務める者もいた。
ソウルフレア (Soulflayer)
頭足の魔道士（法衣を羽織ったイカの様な見た目の魔道士）
魔の力に屈し、魔に取り込まれた青魔道士のなれの果てで、強力な魔法や「マインドブラスト」などの厄介な技を駆使する。アラパゴ暗礁域やカダーバの浮沼に出没し、知覚遮断魔法を見破ってくる。
なお、青魔道士のなれの果てではあるが、不滅隊隊長の出頭要請に応じ、隊長を一騎討ちにおいて撃破した経験のある人であれば知っているであろう通り、プレイヤーキャラクター（の青魔道士）は魔の力を完全に制御している（というより、魔を完全に取り込んでいる）ため、ソウルフレア化するようなことはない。
また、青魔道士のなれの果てではあるが、青魔法を使ってくることはない（ただし、何故か代わりに黒魔法を使ってくる）
ピクシー (Pixie)
小さな妖精の姿をしている生物。
20年前の水晶大戦（クリスタル戦争）の際には、たびたび目撃されていたが、現代ではさまざまな要因により絶滅したとされていた。
が、過去世界を訪れた冒険者達が、過去世界において保護していくことで、現代まで生存させることが可能となった。
なお、大半のピクシー（アビセアとグロウベルグの一部にいるピクシー以外）は、こちらのHPが減っている状態で近づくと、回復魔法で回復してくれる（戦闘不能の場合は、衰弱なしで復活させてくれる）
コース (Corse)
古の王族の遺骸がアンデッド化したものだが、普通のアンデッドと異なり明確な意志を宿している。
失われた古代魔法を使い、他のアンデッドを操り、亡者の王国を築こうと目論んでいる。
カトゥラエ (Caturae)
アビセアの異常と同時期に各地で目撃されはじめた異形の生命体で、特殊な人型の容姿から、古代文明の遺物とも噂されている。
インドのボードゲーム「チャトランガ」（チェスや将棋の起源と言われるゲーム）の駒に由来するサンスクリット語の名前を、それぞれのカトゥラエが持つ。
駒の名を冠しているため、当然「指し手」となる者が存在するのだが、その者と対面するためには非常に時間と労力を必要とする。
月齢が十三夜、満月、十六夜の時は、目撃例が非常に多いため、その存在はどうやら月と何らかの関係があると云われている。
また、亜種にダビヤット族がおり、こちらは「シャトランジ」（チャトランガのイスラム版）の駒に由来するペルシア語の名前を持つ。
ジラート(Zilart)
古代に栄えた種族。外見はヒュームと変わらない。心の声を聞くことができる。
クリュー(Kuluu)
虚ろなる闇によって心の声を聞くことができなくなったジラート人。霊獣と関わりがある。
ディアボロスに虚ろなる闇を取り除いたが、形は保てずトンベリ族になった。

## クリスタルと8つの属性
8つの属性「火」「水」「雷」「土」「風」「氷」「光」「闇」と、それに対応したクリスタルと曜日がある。属性は、それぞれ相対関係（火＞氷＞風＞土＞雷＞水＞火、光＜＞闇）にあり、プレイヤーキャラクターやモンスターのパラメータや、属性攻撃のダメージ計算、状態異常の発生率に関係する。これらの属性を持つクリスタルは、シグネット、もしくはサンクションをかけている状態で、経験値が得られるモンスターを倒すことにより入手でき、アイテム生成(合成)や魔獣鏡の作成、ミッションランクの上昇や一部のクエストに使用される。